# Luís Cardoso
Luís Cardoso de Noronha (Cailaco, 1958) è uno scrittore est-timorese.

## Biografia
Cardoso è nato a Cailaco, località nell'interno di Timor Est.
Poiché suo padre parlava mambai e sua madre lacló, in casa di Luís Cardoso fu adottata come lingua d'uso il tetum. Luís Cardoso ha studiato nei collegi missionari di Soibada, Fuiloro e nel Seminario di Dare. Al momento della rivoluzione dei Garofani in Portogallo era iscritto al Liceo Dr. Francisco Machado di Dili, e avrebbe continuato i suoi studi in Portogallo.
Non fu dunque presente nel suo paese durante la guerra civile e durante l'invasione indonesiana, e concluse i suoi studi in esilio. Si è laureato all'Istituto Superiore di Agraria di Lisbona, dove ha incontrato l'opera poetica di Ruy Cinatti che lo ha aiutato a fare il viaggio di ritorno nel mondo fisico e soprannaturale di Timor Est.
Ha disimpegnato la funzione di rappresentante del Consiglio Nazionale della Resistenza Maubere, tra altre attività come quelle di contastorie, cronista della rivista Fórum Estudante e professore di Tétum e Portoghese nei corsi di formazione speciali per timorensi.

## Opere
In portoghese
- Crónica de uma travessia – A época do ai-dik-funam (1997)
- Olhos de Coruja, Olhos de Gato Bravo (2001)
- A última morte do Coronel Santiago (2003)
- Requiem para o navegador solitário (2007)

Traduzioni italiane
- Un'isola, lontano (traduzione del primo romanzo), Feltrinelli, 2000.
- Requiem per il navigatore solitario, Edizioni dell'Urogallo, 2010.

| Controllo di autorità | VIAF (EN) 19843653 · ISNI (EN) 0000 0000 5851 4689 · SBN UBOV126537 · LCCN (EN) n98035944 · GND (DE) 123101999 |